# Requesound
Requesound es el tercer disco del grupo de punk rock español Mamá Ladilla. Fue publicado en 1999 por el sello Bliss Records, y distribuido por BOA.

## Lista de canciones
1. Pastel
2. Tú mismo
3. Atente a tu tonta tarea
4. Obcequeitor
5. Mi nave mix: Mepende mix, Sube a mi nave, Lee burro, Tengo los cojones negros, Sube a mi nave II, De tal palo tal paliza, Bombas nucleares
6. ¿En qué puedo ayudar?
7. Otra pieza
8. Soy un fumador
9. Lo que necesitas es un buen bofetón
10. Mofándose están
11. Garrulismo máximo
12. Viene la Navidad II
13. Soy un músico
14. Tu bar
15. The trinch (pista escondida)

## Créditos
- Juan Abarca — guitarra y voz
- Llors Merino — bajo y coros
- Ferro — batería